# Kamen Rider Wizard
Kamen Rider Wizard (仮面ライダーウィザード, Kamen Rider Wizādo) est un drame télévisé japonais de style Tokusatsu, qui s'inscrit dans la série des Kamen Rider de la Toei Company, soit la quatorzième série de l'ère Heisei. Les marques sur ce titre ont été déposées par la Toei le 21 juin 2012 et révélées officiellement le 27 juin 2012. La série a commencé à être diffusée le 2 septembre 2012, rejoignant Tokumei Sentai Go-Busters puis Zyuden Sentai Kyoryuger dans la lignée des Super Hero Time.
Tsuyoshi Kida est le scénariste principal de la série.
TV Japan débuta la diffusion de Kamen Rider Wizard aux États-Unis et au Canada en avril 2017.

## Résumé
Soma Haruto est un jeune homme qui a survécu à un rituel durant une éclipse solaire durant lequel il devait être sacrifié et a acquis par la même occasion des pouvoirs magiques. Lors de son évasion, un mystérieux  rider blanc lui confie une jeune femme Koyomi, ainsi qu'une ceinture qui lui permet de contrôler ses pouvoirs à travers d'étranges pierres incrustées dans des bagues. Koyomi se pose des questions sur elle-même : est-elle un être humain comme Soma ou l'une des créatures convoquées dans le rituel ?
Maintenant Soma doit affronter des entités démoniaques qui portent le nom de "Fantômes" en se transformant en Kamen Rider Wizard et doit sauver le monde du désespoir.

## Kamen Rider

### Kamen Rider Wizard
Haruto Soma peut se transformer en Kamen Rider Wizard, un magicien dont les pouvoirs magiques et les qualités martiales peuvent défaire les différents Fantômes venus tourmenter les humains. Pour se transformer, il s'équipe d'une bague d'invocation à sa main gauche, puis place sa paume sur sa ceinture. La bague utilisée définit dans quel style il peut se transformer, chacune représentant l'un des quatre éléments : le feu, l'eau, l'air, la terre.
Wizard peut lancer des sorts par le biais d'anneaux qu'il place à  la mains droite et qu'il active par le Wizardriver, et peut manipuler le Wizardswordgun, une arme qui peut prendre la forme d'une épée ou d'un pistolet.
- Flame Style : Transformation de base de Wizard, c'est la plus équilibrée.
- Water Style : sensiblement plus rapide et moins puissante que Flame, excelle dans le combat marin et nécessaire pour lancer des sorts de Liquéfaction.
- Hurricane Style : forme la plus rapide et la moins puissante, permet de se déplacer en volant. Wizard tient souvent son épée à l'envers et préfère utiliser le pistolet.
- Land Style : forme la moins rapide et la plus puissante, nécessaire pour lancer des sorts de Défense ou pour forer la terre.
- Flame Dragon : Version évoluée de Flame. Son attaque spéciale invoque la tête de Dragon.
- Water Dragon : Version évoluée de Water. Son attaque spéciale invoque la queue de Dragon.
- Hurricane Dragon : Version évoluée de Hurricane Son attaque spéciale invoque les ailes de Dragon.
- Land Dragon : Version évoluée de Land Son attaque spéciale invoque les griffes de Dragon.
- Infinity : Version alliant tous les éléments, à  la fois la plus rapide et la plus puissante, elle peut invoquer l'arme AxCalibur.

### Kamen Rider Beast
Nito Kosuke, lors d'un voyage, découvrit malgré lui Chimaera, un Fantôme qui se nourrit de l'énergie générée par la mort d'autres Fantômes ou des Goules. Nito est alors contraint de rechercher sans cesse des Fantômes pour satisfaire Chimera, sinon quoi il mourra. C’est ainsi qu’à leur rencontre, il est le rival de Wizard car il pense que celui-ci se nourrit également des âmes des Fantômes ou des Goules. Il a la possibilité de revêtir différentes capes représentant les quatre animaux composants Chimera. Son arme principale est le Dice Saber, une épée dont la garde contient une roue qui tire aléatoirement un chiffre entre 1 et 6. Le chiffre tiré indique le nombre de projections d'énergie ; si le nombre est élevé, la puissance est également élevée.
- Falco : La cape orange de Falco permet à  Beast de voler.
- Dolphi : la cape violette de Dolphi permet à  Beast de nager et d'utiliser des sorts de soin.
- Buffa : la coupe rouge de Buffa augmente la puissance et l'endurance de Beast.
- Chameleo : la cape verte de Chameleo permet à  Beast d'attaquer à  distance et de devenir invisible.
- Hyper : cette forme spéciale permet à  Beast d'exceller dans le combat à  distance, notamment grâce au Mirage Magnum.

### Magicien Blanc
L'étrange Magicien Blanc a confié la vie de Koyomi ainsi que le Wizardriver à  Haruto, lors du sabbath. Ses objectifs sont nébuleux. Il suit de loin l'activité de Wizard et même des Fantômes, n'intervenant jamais si ce n'est en confiant indirectement des pierres magiques à  Wajima par le biais de Cerbère.

### Kamen Rider Mage
Ce sont les transformations des trois disciples du Magicien Blanc, portant chacun une couleur : jaune, bleue et vert.

## Personnages
- Haruto Soma : Jeune homme d'une vingtaine d'années, il survit au Sabbath en réprimant son Fantôme, Dragon. Il se voit alors confier la vie de Koyomi et le Wizardriver par le Magicien Blanc, lui permettant d'affronter les Fantômes. Il a eu un passé tourmenté : il est témoin de la mort de ses parents ; dans son adolescence, alors qu'il était en passe de devenir footballeur professionnel, il blesse inintentionnellement son partenaire Kazuya. Il ne semble intéressé par rien d'autre que redonner espoir aux gens, mais il semble avoir un faible pour les donuts qu'il consomme au magasin Hungry. Ses compagnons proches sont Koyomi et Wajima, rejoints par Rinko et Shunpei à  qui ils sauvent la vie, puis Nito qui devient son partenaire.
- Koyomi : Amnésique après le sabbath, elle comprend qu'elle est dans une situation étrange, à  moitié morte. Elle a besoin de recevoir régulièrement de l'énergie magique de la part de Haruto. Elle a la possibilité de voir les Fantômes sous leur apparence humaine, ce qui est un avantage indéniable. Elle assiste donc Haruto lors de ses batailles et vit chez Wajima.
- Shigeru Wajima : Sous la couverture de marchand d'antiquités, Wajima est en réalité un artisan d'objets magiques. Il crée régulièrement des anneaux à  Haruto, qui lui permettent de se transformer et de lancer des sorts.
- Rinko Daimon : Jeune détective de la police, elle est la cible du Fantôme Minotauros, et témoin de l'intervention de Haruto. La police refusant de la laisser enquêter à  ce sujet, elle finit par devenir agent double en fournissant des informations à  Haruto.
- Shunpei Nara : Jeune homme excentrique, son rêve est de devenir un magicien, et ce depuis qu'il est jeune enfant. Il est pris pour cible par le Fantôme Hellhound puis sauvé par Haruto. Reconnaissant et admiratif de ses pouvoirs, il décide de le suivre bien qu'il ait définitivement perdu son propre Fantôme, Cyclops, et par cela même ses pouvoirs potentiels, lorsque Haruto pénétra dans son inconscient.
- Kosuke Nito : Archéologue brillant, il découvre le Fantôme cannibale Chimera et se retrouve lié à  lui, ce qui lui permet de se transformer en Beast. Il est lui-même très gourmand et mange tous ses plats accompagnés de mayonnaise.
- Masanori Kizaki : Super intendant de la police de Tokyo, chef de Rinko, il travaille pour la section Zéro enquêtant sur les attaques paranormales des Fantômes. Il prend rapidement pour cible Haruto, avant de le libérer et de devenir son allié.
- Donut Shop Hungry : Camion bar vendant des  donuts, il est géré par deux personnes dont on ne connaît pas le nom. Le manager tente bien souvent de vendre de nouvelles recettes à son client préféré, Haruto, qui se contente au donut sucré de base.
- Mayu Inamori : Lycéenne, elle est la sœur jumelle de Misa, devenue la Fantôme Medusa. Leur ressemblance provoque tout d'abord une méprise de la part de Haruto. Medusa cherchant d'abord à  attaquer une amie de Mayu, elle finit par s'orienter vers elle pour libérer le Fantôme en elle. Finalement Mayu réprime son Fantôme, ce qui attire l'attention du Magicien Blanc qui décide de la prendre sous son aile et la former pour devenir Mage.
- Yuzuru Iijima : Yuzuru est jeune garçon d'une dizaine d'années ; il a blessé involontairement dans son enfance sa voisine qu'il considère comme une grande sœur alors qu'il apprenait à  rouler à  vélo. Nito se prend d'affection pour lui. Attaqué par le Fantôme Sylphi, il réprime son propre Fantôme. Contrairement à  Mayu, il décide de ne pas devenir Mage quand le Magicien Blanc lui propose. Ce dernier l'enlève de force.
- Masahiro Yamamoto : Yamamoto est en passe de devenir père lorsqu'il est attaqué par Arachne, qui prend pour cible sa femme enceinte. Comme Yuzuru ou Mayu, il réprime son Fantôme et est pris pour cible par le Magicien Blanc, qui l'enlève de force pour le forcer à  devenir Mage.

## Fantômes
Les Fantômes sont des créatures nées à  partir d'humains à  potentiel magique, les Gates. Ils sont créés lorsque ces humains cèdent au désespoir. Pour ce faire, d'autres Fantômes doivent découvrir leur point faible puis les faire céder au désespoir. Les Gates tombent alors dans leur inconscient (Underworld), où ils sont finissent par être détruits. Le rôle de Wizard est alors d'intervenir avant qu'ils ne cèdent. S'ils sont attirés dans leur inconscient, Wizard peut encore intervenir pour rentrer dans l'Underworld, où il doit détruire un Fantôme beaucoup plus puissant.
Les Fantômes sont directement ou indirectement à  la solde de Wiseman. La création d'autres Fantômes demeurent un mystère, et un objectif pour ce dernier.
- Wiseman : Fantôme puissant, il dirige les autres Fantômes. Son objectif est de créer un nouveau Sabbath. Pour ce faire, il a besoin d'autres Fantômes. Il emploie donc Medusa, Phoenix puis plus tard Sora pour recruter d'autres Fantômes, eux-mêmes traquant des Gates pour les faire sombrer dans le désespoir et donner naissance à  de nouveaux Fantômes.
- Medusa : Loyale à  Wiseman, elle suit aveuglément ses ordres pour rechercher des Fantômes. Elle s'attaque à sa propre sœur Mayu. À la suite de ses échecs successifs, elle devient l'assistant de Gremlin.
- Gremlin : Observateur, Gremlin est un Fantôme assez indépendant, qui n'hésite pas à  trahir son propre camp pour servir son propre dessein et connaître les réels buts de Wiseman. Ainsi, il en vient même à  aider Haruto en lui confiant une pierre magique par le biais de Koyomi. Du côté des Fantômes, il réussit à  se faire promouvoir. Il s'avère que Gremlin soit un des rares Fantômes à  avoir gardé la mémoire et les traits de caractère de son Gate, Sora Takigawa, un tueur en série.
- Phoenix : Fantôme très impulsif, il est relégué en tant qu'observateur car il tua un Gate par accident. Son Gate est Yugo Fujita, un fleuriste pacifique. Manipulant le feu, il possède également comme pouvoir de ne jamais mourir. Alors qu'il est perdu et semble ivre à la suite de l'interdiction de Wiseman d'attaquer Haruto, il rencontre sous sa forme humaine Rinko qui le conseille d'agir à  son gré. Il finit alors par affronter de nouveau Haruto dans un combat qui lui sera fatal.
- Goules : Les Goules créées à  partir de pierres magiques. C'est l'infanterie des Fantômes, plutôt faibles mais qui peuvent terroriser les humains, qui sont impuissants contre eux.

## Anneaux
Les Anneaux permettent à Wizard, Beast et au Mage Blanc de pouvoir utiliser des sorts, en commençant par ceux de métamorphose. Lorsqu’ils sont utilisés, le Wizardriver émet un son qui énumère le nom du sort, en anglais.
Chaque magicien possède ses propres anneaux, bien qu’il puisse y avoir des trangressions : ainsi Wizard peut utiliser des anneaux de Beast.

### Anneaux de Wizard
Anneaux de transformation de Wizard : 
- Driver On (permet de faire apparaître la ceinture de Wizard pour se transformer)
- Flame Style
- Water Style
- Hurricane Style
- Land Style
- Flame Dragon Style
- Water Dragon Style
- Hurricane Dragon Style
- Land Dragon Style
- Infinity Style

Anneaux d’invocation de Plamonsters (familiers):
- Garuda : familier de reconnaissance volant
- Unicorn : familier de reconnaissance terrestre
- Kraken : familier de reconnaissance marin, il peut aussi voler et survivre hors de l’eau
- Golem : familier timide, il peut fabriquer des anneaux.

Anneaux dimensionnels
- Connect : permet d’ouvrir une porte dimensionnelle pour récupérer un objet dans une autre dimension. Wizard s’en sert notamment pour stocker et récupérer son Wizardswordgun.
- Engage : permet de rentrer dans l’inconscient de l’hôte du Fantôme.
- Dragorise : invoque le Fantôme de Wizard lorsqu’il est dans l’inconscient de l’hôte d’un Fantôme

Anneaux de sortilèges. Le Wizardriver évoque le nom du sortilège suivi de ‘Please.’ (s’il vous plaît) : 
- Defend : créé un dôme de feu ou un mur de pierre pour se protéger d’une attaque ennemie.
- Light (aveugle un ennemi avec une puissante lumière)
- Please : transfère de l’énergie magique à Koyomi.
- Bind : immobilisation par des chaînes.

- Sleep : endort le porteur
- Big : agrandissement de la partie du corps qui passe le portail.
- Liquid : liquéfaction.
- Copy : créé un double. Le sort copy peut être multiplié plusieurs fois à la suite, chaque copie créant également une copie. Si Wizard exécute une attaque ou utilise un sort, chaque copie exécute de même.
- Drill : fore la terre.
- Smell : donne une odeur insupportable au porteur de la bague.
- Extend : Extension Wizard d'étendre une partie de son corps
- Dress-up : déguisement.
- Excite : augmente la force physique
- Small : réduction de la taille.
- Merry Chrismas

Anneaux de Dragon et d’attaque finale : 
- Kick Strike (permet à Wizard d'exécuter son attaque ultime, "Rider Kick")
- Special (fait apparaitre la tête de "Dragon" pour cracher des flammes surpuissantes)
- Thunder (fait apparaitre les ailes de "Dragon" pour projeter des éclaires et s'envoler)
- Blizzard (fait apparaitre la queue de "Dragon" pour générer de la glace et frapper avec force)
- Gravity (fait apparaitre les griffes de "Dragon" pour clouer l'adversaire au sol. Utilisé hors combat il permet de faire léviter des objets)

### Anneaux de Beast
-Rings de Transformation:
- Driver On : permet de faire apparaitre la ceinture de Beast pour se transformer.
- Beast : transforme Nito en Kamen Rider Beast, et utilisé pendant sa transformation, elle lui permet de faire "Rider Kick"
- Falco
- Chameleo
- Buffa
- Dolphi
- Hyper : forme ultime de Beast.

Anneaux dimensionnels
- Chimerise (permet d'invoquer "Chimera" dans l'Underworld d'un hôte de Fantôme)
- Engage (permet de rentrer dans l'Underworld d'un hôte de Fantôme)

Anneaux d’invocation de Plamonster
- Griffon (Permet d'invoqué le Plamonster Griffon vert)

### Anneaux du Mage Blanc
Le Mage Blanc utilise les mêmes anneaux que Wizard, à ceci près qu’ils sont nommés par des synonymes. Chaque sortilège est suivi du mot-clé ‘Now’ (maintenant anglais). Pour les attaques finales, chaque sortilège est sous la forme ‘Yes !’ suivi du nom du sortilège, puis ‘Understand ?’ (traduction : Oui ! ‘nom du sortilège’ compris ?)
Anneaux de Transformation
- Driver On
- Change

Anneaux de sortilège
- Big = Giant
- Bind = Chain
- Copy = Dupe
- Dance = Trance
- Defend = Barrier
- Dress Up = Costume
- Drill = Screw
- Extend = Flexible
- Light = Spark
- Small = Micro
- Smell = Smoke

Anneaux spécifiques au Mage Blanc
- Teleport : téléporte le Mage Blanc, seul, emportant quelque chose ou amenant quelqu’un avec lui.
- Explosion : blesse son adversaire par des explosions.

## Épisodes
1. Le Magicien aux bagues (02/09/12)
2. Je veux devenir un magicien (09/09/12)
3. Transformation! Diffusion en direct (16/09/12)
4. La poupée et le Pianiste (23/09/12)
5. Le match décisif de la compétition (30/09/12)
6. Pour une jolie fleur (7/10/12)
7. Souvenirs achetés (14/10/12)
8. Une nouvelle pierre magique (21/10/12)
9. Les pleurs de Dragon (28/10/12)
10. Section 0, la sécurité nationale (11/11/12)
11. La promesse de protéger (18/11/12)
12. Le Wagashi de l'espoir (25/11/12)
13. L'héritier du rêve (02/12/12)
14. Le retour du réalisateur (09/12/12)
15. Après, la dernière scène est ... (16/12/12)
16. Le miracle de Noel (23/12/12)
17. Un autre magicien (06/01/13)
18. Le pouvoir magique de manger (13/01/13)
19. La vie d'aujourd'hui, la vie de demain (20/01/13)
20. Apprendre la vérité (27/01/13)
21. La folle dance des dragons (03/02/13)
22. Le déchaînement de Phoenix (10/02/13)
23. Match à mort (17/02/13)
24. La grand-mère du magicien (24/02/13)
25. Choix de vie (03/03/13)
26. Infiltration dans le campus (10/03/13)
27. Grande et petite sœur (17/03/13)
28. La ceinture volée (24/03/13)
29. L'évolution de la bête sauvage (31/03/13)
30. Le jour ou la magie disparaît (7/04/13)
31. Larmes (14/04/13)
32. Danger à temps partiel (21/04/13)
33. Ce que l'argent ne peut pas acheter (28/04/13)
34. L'autre face d'un Top-Model (05/05/13)
35. L'autre face de Sora (12/05/13)
36. L'oiseau Myna parle (19/05/13)
37. Recherché : Désespoir (26/05/13)
38. Espoir volé (02/06/13)
39. Ce qui a été oublié sur le terrain (09/06/13)
40. Je veux monter à vélo (23/06/13)
41. La destinée d'un magicien (30/06/13)
42. Le romancier annelé (07/07/13)
43. Le secret du magicien blanc (14/07/13)
44. Le cadeau en souvenir du Fils (21/07/13)
45. Le sourire dans mon cœur (28/07/13)
46. Les sentiments fêlés (04/08/13)
47. La vérité sur Wiseman (11/08/13)
48. La pierre philosophale (18/08/13)
49. Le début du sabbat (01/09/13)
50. Qu'est-ce qui Est Important ? (08/09/13)
51. Le dernier espoir (15/09/13)
52. Les Anneaux du Kamen Rider (22/09/13)
53. L'histoire sans fin (29/09/13)

## Films
Kamen Rider Fourze le Film: A nous, l'Espace ! (Kamen rider Wizard fait une apparition pour aider Kamen rider Fourze!)
Kamen Rider × Kamen Rider Gaim & Wizard: The Fateful Sengoku Movie Battle
Kamen Rider × Kamen Rider Wizard & Fourze: Movie War Ultimatum

## Distribution
- Haruto Sohma (操真 晴人, Sōma Haruto?): Shunya Shiraishi (白石 隼也, Shiraishi Shun'ya?)
- Koyomi (コヨミ?): Makoto Okunaka (奥仲 麻琴, Okunaka Makoto?)
- Shunpei Nara (奈良 瞬平, Nara Shunpei?): Junki Tozuka (戸塚 純貴, Totsuka Junki?)
- Rinko Daimon (大門 凛子, Daimon Rinko?): Yuko Takayama (高山 侑子, Takayama Yūko?)
- Shigeru Wajima (輪島 繁, Wajima Shigeru?): Hisahiro Ogura (小倉 久寛, Ogura Hisahiro?)
- Misa (Medusa) (ミサ (メデューサ), Misa (Medyūsa)?): Erina Nakayama (中山 絵梨奈, Nakayama Erina?)
- Yugo (Phoenix) (ユウゴ (フェニックス), Yūgo (Fenikkusu)?): Atsumi (篤海?)
- Patron du magasin de Donut (ドーナツ屋店長, Dōnatsuya Tenchō?): Kaba-chan (KABA.ちゃん?)
- Employé du magasin de Donut (ドーナツ屋店員, Dōnatsuya Ten'in?): Ryo Tayano (田谷野 亮, Tayano Ryō?)
- Chef de la Police (署長, Shochō?): Takayasu Komiya (小宮 孝泰, Komiya Takayasu?)
- Narrateur (ナレーション, Narēshon?): Hiroaki Hirata (平田 広明, Hirata Hiroaki?)

### Invités
- Caitsith (ケット・シー, Ketto Shī?, Episodes 4-5): Bernard Ackah (ベルナール・アッカ, Berunāru Akka?)

### Cascadeurs
- Kamen Rider Wizard : Seiji Takaiwa (高岩 成二, Takaiwa Seiji?)
- White Wizard : Eitoku (永徳?)
- Kamen Rider Beast, Shiroi Mahoutsukai, Phoenix : Jun Watanabe (ja) (渡辺 淳, Watanabe Jun?)
- Medusa : Toshihiro Ogura (おぐら としひろ, Ogura Toshihiro?)

## Jeux vidéo
- All Kamen Rider: Rider Generations 2 sur Nintendo DS et PlayStation Portable: Sorti le 4 août 2012, Kamen Rider Wizard est un personnage caché.
- Kamen Rider : Super Climax Heroes sur Nintendo Wii et PlayStation Portable: Sorti le 29 novembre 2012, Kamen Rider Wizard est le premier personnage jouable du jeu, à l'instar de ses prédécéceurs dans les jeux « Super Climax Heroes » (Fourze,OOO,W(Double) et Decade).
- Kamen Rider : Battleride War sur PlayStation 3: Sorti le 23 mai 2013.